# Prager Groschen
Der Prager Groschen (tschechisch pražský groš, lateinisch grossus Pragensis, polnisch grosz praski), im deutschen Sprachraum auch als Böhmischer Groschen bezeichnet, wurde erstmals unter dem böhmischen König Wenzel II. um 1300 in Kutná Hora (dt. Kuttenberg) geprägt.
Der Avers des Prager Groschen zeigte die böhmische Königskrone, den Namen des Monarchen und die Aufschrift DEI GRATIA REX BOEMIE (Von Gottes Gnaden König von Böhmen), der Revers den böhmischen Löwen und die Beschriftung GROSSI PRAGENSES.

## Geschichte
Im 13. Jahrhundert wurden in Böhmen bei Kutná Hora große Silbererzlager entdeckt. Um das geförderte Silber zu verwerten, ließ Wenzel II. in Kuttenberg eine Münzstätte bauen. Mit dem Ius regale montanorum, das den Silberbergbau im Königreich regelte, führte Wenzel den Prager Groschen ein, der die alten Brakteaten ersetzte. Die Groschen wurden trotz ihres Namens nicht in Prag, sondern in Kuttenberg geprägt; in Prag prägte man zu dieser Zeit nur noch Goldmünzen. Das Vorbild für die Prager Groschen war die seit 1266 geprägte französische Tournose. Die für die damalige Zeit riesige Silbermenge von etwa 6500 bis 6800 kg pro Jahr ergab etwa 1.650.000 bis 1.770.000 Prager Groschen – genug, um nicht nur Böhmen, sondern auch Polen und weite Teile des deutschen Reiches mit Groschen zu versorgen. Da die Prager Groschen später in schlechterer Qualität geprägt wurden, findet man sie manchmal mit Gegenstempeln deutscher Städte, durch die die guten von den schlechten Groschen unterschieden wurden. Als ab 1520 in Joachimstal die Taler der Grafen von Schlick geprägt wurden, verloren die Prager Groschen an Bedeutung. 1547 wurden die letzten Prager Groschen geprägt.
Die Prager Groschen waren nach der Ablösung der Pfennigwährung in der Markgrafschaft Meißen um 1338/39 Vorbild für die Prägung der in großem Umfang in der Münzstätte Freiberg geschlagenen Breiten Groschen. Die dort noch umlaufenden alten Prager Groschen wurden als Silberpagament (Altsilber) angesehen und pauschal um 20 % herabgesetzt. Die Namen Meißner Groschen oder Freiberger Groschen erschien erst in den fünfziger bis sechziger Jahren des 14. Jahrhunderts.
Parvus (lat. parvus = klein) war eine kleine Währungseinheit im Königreich Böhmen (Parvus Denarius Pragensis) seit der Einführung des Prager Groschens im Jahr 1300. 12 Stück ergaben einen Prager Groschen.

## Weitere Prägestätten in Böhmen
Neben Kuttenberg ist auch Preßnitz als mittelalterliche Prägestätte für die Böhmischen Groschen urkundlich belegt. Der Ort der abgegangenen dortigen Prägestätte ist heute bekannt. Die letzten erhaltenen Preßnitzer Groschen gingen jedoch scheinbar alle verloren. Eine im Annaberger Stadtmuseum vorhandene Münze soll ein solcher Preßnitzer Groschen sein, was aber aktuell mangels Vergleichsexemplaren nicht bewiesen werden kann.
Siehe auch:
- Přísečnice → Mittelalterliche Münzprägestätte und der Preßnitzer Groschen

- zu den in Sankt Joachimsthal geprägten Silbermünzen:

> Taler → Der Schlicksche Guldengroschen 1519–1546
> Joachimstaler